# Maurits Cornelis Escher
Maurits Cornelis Escher eller M.C. Escher (født 17. juni 1898, død 27. marts 1972) var en billedkunstner fra Holland, der især er kendt for træsnit, litografier, mezzotintetryk og mosaikker, hvis tema er umulige konstruktioner, optiske paradokser og udforskning af det uendelige.
Han har lavet en række billeder med gentagelser af figurer (dyr, fugle mm.), der danner intrikate symmetriske mønstre med inspiration fra Alhambra i Granada i Spanien, som han besøgte i 1936. Denne teknik kaldes i geometrien tessellationer, dvs. mosaikbilleder, hvor en figurs form kan gentages i en flade, så en række ens figurer passer sammen i en ubrudt flade.
Eschers berømteste værk Metamorphosis III, som han skabte 1967-1968, er et delvist håndkoloreret tryk på ca. 20 x 670 cm, som formentlig er verdens største træsnit udført med 33 udskårne trykplader. Værket er som sit navn en forunderlig forandring af former og figurer.
Blandt hans andre kendte værker er Relativity, Belvedere, Waterfall og Convex and Concave. De beskæftiger sig med optiske illusioner og umulige konstruktioner vha. perspektiv.

## Eksterne links
- The Official M.C. Escher Website Arkiveret 25. februar 2011 hos  Wayback Machine
- The Oldest Escher Collection on the Web (1993) inaktiv

- Wikimedia Commons har flere filer relateret til Maurits Cornelis Escher